# Panouille
La Panouille est une rivière de la région Auvergne-Rhône-Alpes, affluent de rive droite de la Tialle et sous-affluent de la Dordogne.

## Géographie
La Panouille prend sa source vers 870 mètres d'altitude dans le département du Puy-de-Dôme, au nord-ouest du village de Bagnols. Elle prend d'abord la direction de l'ouest puis oblique vers le sud-ouest, passant entre les villages de Trémouille-Saint-Loup et Labessette. Elle longe ensuite le département du Cantal sur environ six kilomètres avant d'y pénétrer pour le dernier kilomètre de son parcours.
Elle conflue dans la retenue du barrage de Bort-les-Orgues vers 540 mètres d'altitude, en rive droite de la Tialle dont elle est le principal affluent.
Elle est longue de 12,8 km.

### Affluents
Parmi les huit affluents répertoriés par le Sandre, le principal est le ruisseau de la Gardette, long de 5,6 km, en rive droite.

### Communes et départements traversés
La Panouille arrose cinq communes, situées dans deux départements de la région Auvergne-Rhône-Alpes, soit d'amont vers l'aval :
- Puy-de-Dôme
  - Bagnols (source)
  - Trémouille-Saint-Loup
  - Labessette
- Cantal
  - Beaulieu (confluence)
  - Lanobre (confluence)

## Monuments ou sites remarquables à proximité
- À Labessette, 
  - l'église Notre-Dame du XIIe siècle[3],[4].
  - une croix en pierre de lave du XVe siècle[5],[6].
- La retenue du barrage de Bort-les-Orgues et le confluent de la Panouille et de la Tialle au pont d'Entraigues, en limite de Beaulieu et de Lanobre.